# Ismajil
Ismajil oder  im deutschen Sprachraum Ismail (ukrainisch Ізмаїл; russisch Измаил/Ismail, rumänisch Ismail, türkisch İşmasıl oder Hacidar) ist eine Stadt am Unterlauf der Donau in der Ukraine (Oblast Odessa). Sie ist das Verwaltungszentrum des Rajons Ismajil, wurde aber selbst bis Juli 2020 von Odessa aus verwaltet.

## Geschichte

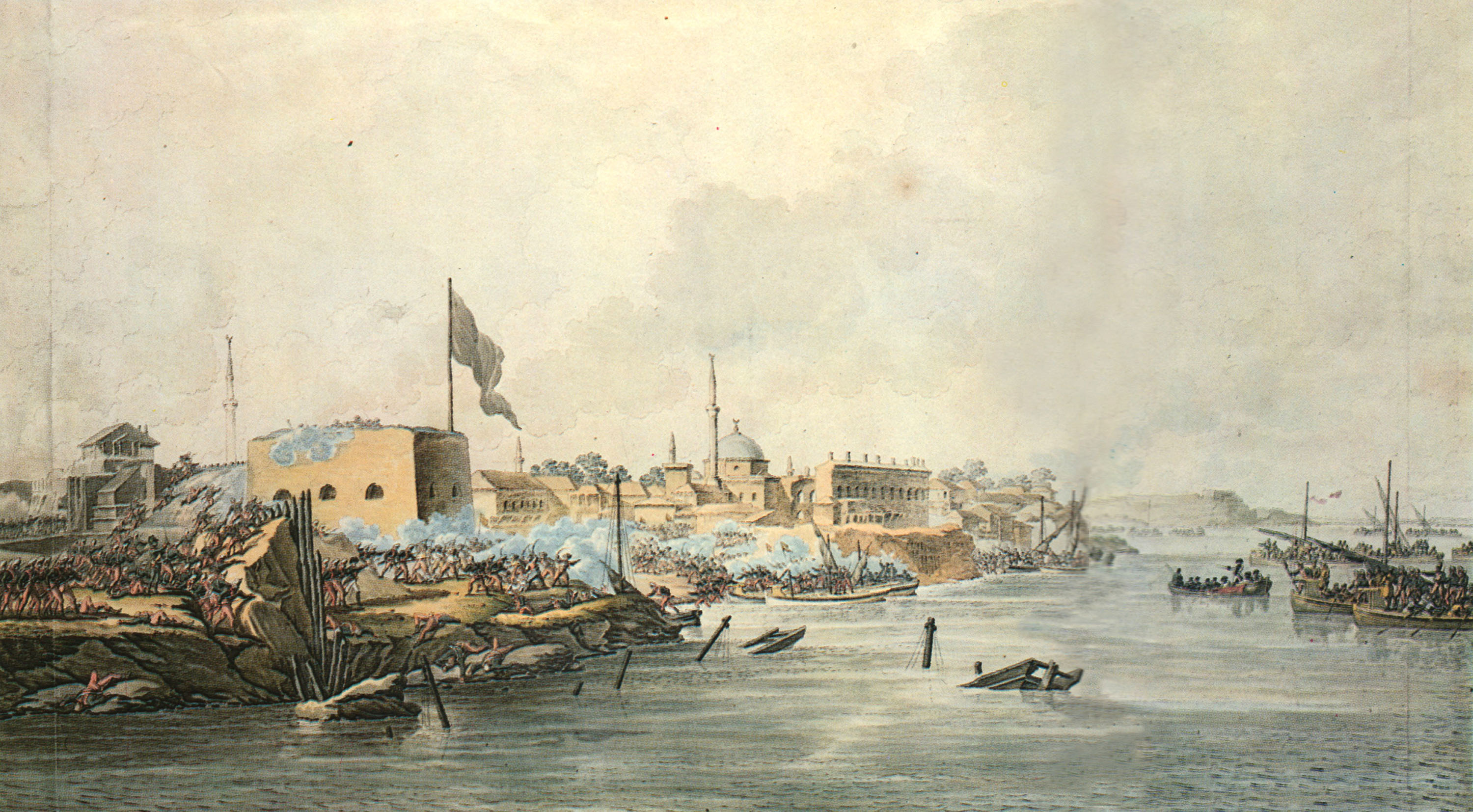
Die Schlacht von Ismajil am 22. Dezember 1790

Die Genuesen bauten hier im 12. Jahrhundert eine Festung, damals bekannt als Licovrissi, die bis 1484 zum Fürstentum Moldau gehörte. Sultan Bayezid II. eroberte die Festung, und von 1484 bis 1812 waren die Stadt und die Festung Teil des Osmanischen Reichs. Ismajil wurde am 6. August 1770 von den Russen erobert und nach der Wiederbesetzung durch die Türken am 22. Dezember 1790 von Alexander W. Suworow erstürmt und zerstört; nach der erneuten türkischen Besetzung wurden Stadt und Festung am 26. September 1791 zum dritten Mal von den Russen eingenommen.
Von 1812 bis 1856 und von 1877 bis 1917 gehörte die Stadt zum russischen Gouvernement Bessarabien. In Ismajil war auch ein Teil der russischen Donauflottille stationiert. Ismajil wurde nach dem Frieden von Bukarest 1812 mit der 1810 in der Nähe gegründeten Stadt Tutschkow (Тучков) unter dem Namen Ismajil vereinigt.
Die Festungswerke der Stadt wurden gemäß dem Pariser Frieden 1856 geschleift. Von 1856 bis 1877, von 1918 bis 1940 und während des Zweiten Weltkrieges von 1941 bis 1944 gehörte Ismajil zu Rumänien. 1940/41 und ab 1944 gehörte es zur Ukrainischen SSR der Sowjetunion bzw. seit 1991 zur unabhängigen Ukraine. Anfangs war es Hauptstadt der Oblast Ismajil, die bereits im Februar 1954 aufgelöst und der Oblast Odessa einverleibt wurde. Während der sowjetischen Inbesitznahme Bessarabiens 1940–1941 bekam der Ort Ende 1940 einen Bahnanschluss durch die bis heute bestehende Bahnstrecke Arzys–Ismajil.

## Geographie

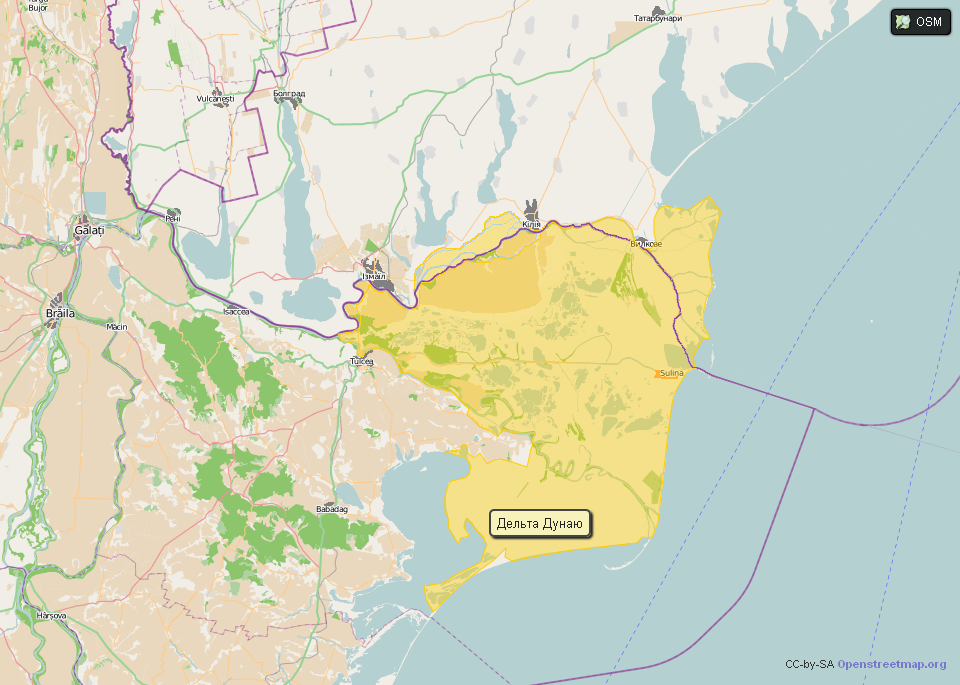
Lage Ismajils in der Bildmitte am Rande des Biosphärenreservates Donaudelta

Ismajil liegt im Südwesten der Oblast Odessa. Im Süden der Stadt liegt der Kilijaarm, der nördliche Mündungsarm der Donau, der die Grenze zu Rumänien bildet. Im Osten liegen der Jalpuhsee und der Kuhurluj-See und im Westen liegt der ukrainische Teil des Biosphärenreservates Donaudelta.
Am 12. Juni 2020 wurde die Stadt zum Zentrum der neugegründeten Stadtgemeinde Ismajil (Ізмаїльська міська громада/Ismajil miska hromada), bis dahin bildete sie die gleichnamige Stadtratsgemeinde Ismajil (Ізмаїльська міська рада/Ismajil miska rada) im Westen des Rajons Ismajil.

## Hafen
Ismajil hat einen Donauhafen.

## Gebäude und Monumente
- Kutusow-Reiterdenkmal
- Rathaus
- Stadtsowjet
- Kirchengebäude:[4]

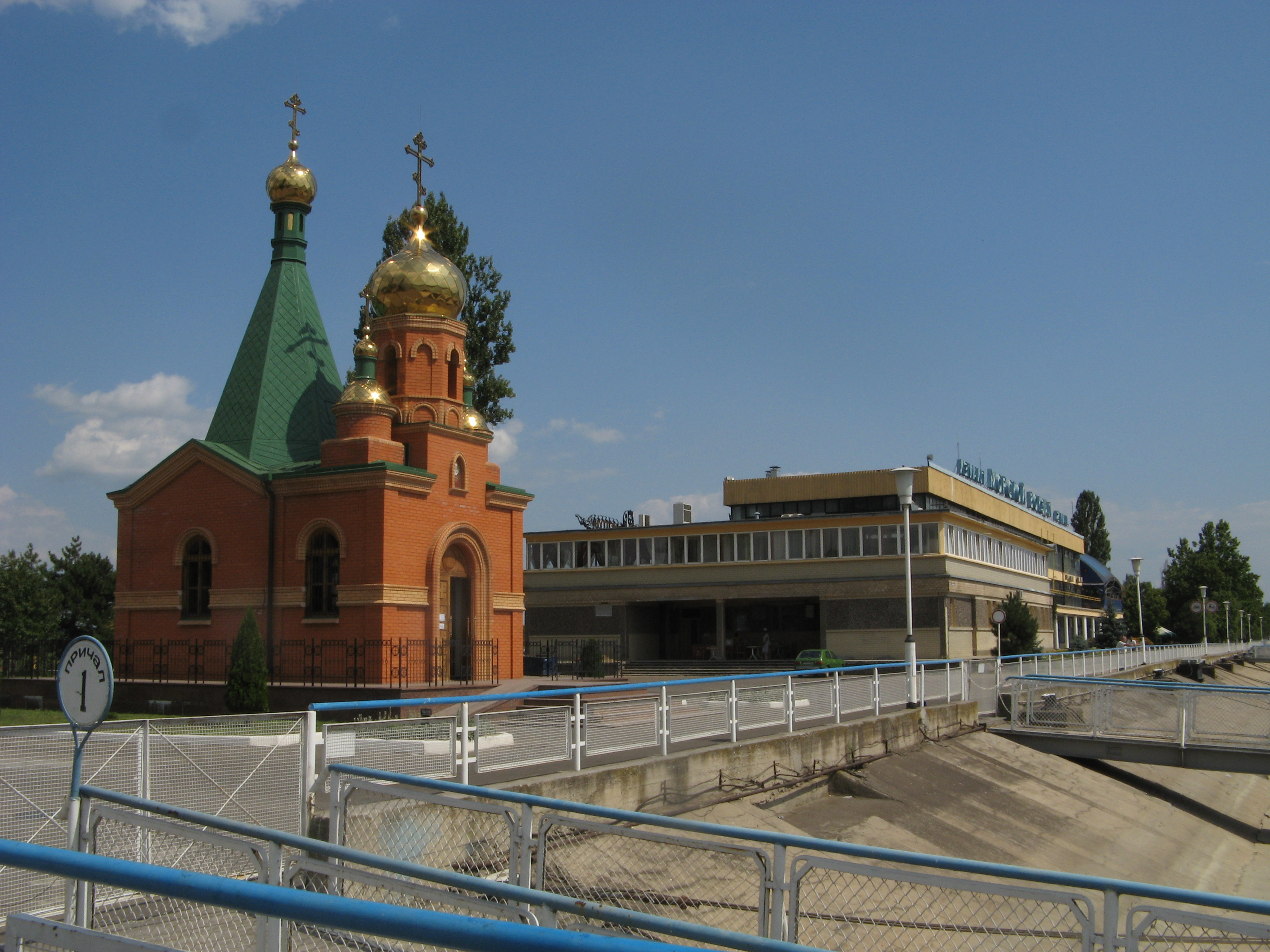
Kapelle am Kreuzfahrthafen

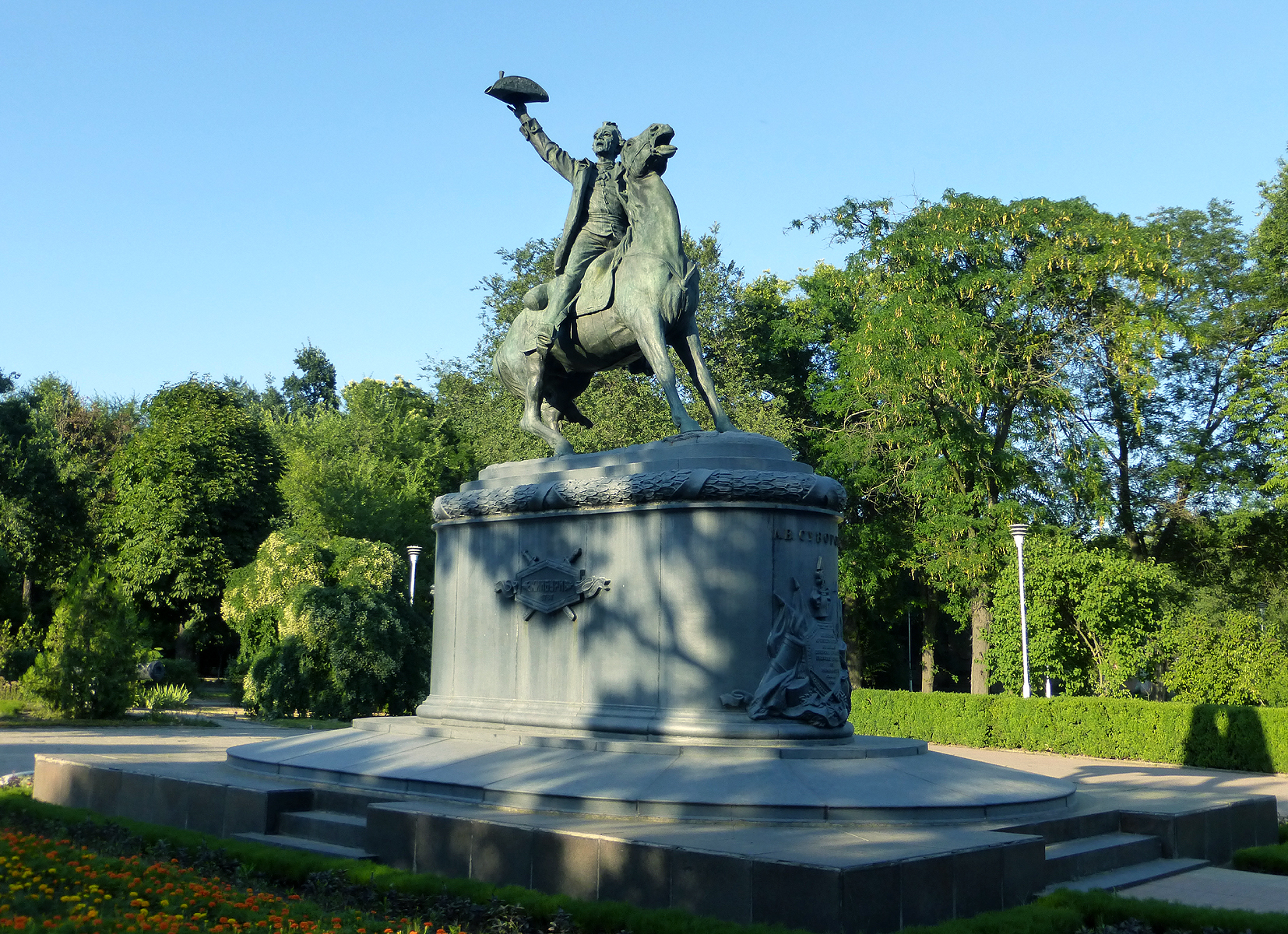
Suworow-Denkmal (Boris Eduards)

  - Pokrowski-Kathedrale (Свято-Покровский Собор; 1831 г.), Prospekt Suworow 31
  - Hl. Myrrhe-Frau (Церковь Святых Жен-Мироносиц; 1897 г.), Schewtschenko-Straße 9
  - St. Nikolai (Свято-Николаевская церковь; 1852 г.), Straße der Matrosen 23
  - Himmelfahrts-Kirche (Свято-Успенская церковь; 1841 г.), Straße der Matrosen 23
  - St. Konstantin und St. Helena (Церковь Святых Константина и Елены; 1936 г.), Papanin-Straße 42
  - Christi-Geburtskirche (Свято-Вознесенская церковь; 1874 г.), Puschkin-Straße 148
  - St. Nikolsko (Altgläubige) (Свято-Никольская церковь; старообрядческая; 1833 г.), Dshershinski-Straße 124
  - Kirche der Hl. Jungfrau (Церковь Рождества Богородицы ([диноверческая]); 1897 г.), Tatarbunarskaja-Straße 34
  - Römisch-Katholische Kirche (Римско-католический костел; I пол. XIX в.), Komsomol-Straße 43
- Matrosendenkmal (Flußmonitor 134 auf Betonpostament) und Kriegserinnerungsstätte
- Kultur:[5]
  - Kulturhaus „T. G. Schewtschenko“
  - Kinder-Kunst-Schule „S. A. Malachowski“
  - Kinder-Musikschule Nummer 2
  - Kinder-Malschule
  - Suworow-Museum mit dem bekannten Diorama „Sturm auf die Festung Ismajil“ in einer früheren türkischen Moschee
  - Zentralbibliothek
  - Museum der Ukrainischen Donau-Schifffahrt
  - Heimatmuseum der Stadt Ismajil
  - Kunstgalerie Ismajil.[6]
- Zwei Lenindenkmale

## Söhne und Töchter der Stadt
- Gavriil Musicescu (1847–1903), rumänischer Komponist
- Artur Văitoianu (1864–1956), rumänischer General
- Julius Goldschläger (1872–1940), österreichischer Architekt
- Petro Evstaf'evic Stojan (1884–1961), russischer Lexikograph des Esperanto
- Scholom Schwartzbard (1886–1938), jüdischer Dichter, Publizist und Anarchist
- Wiktor Kemula (1902–1985), polnischer Chemiker
- Leonid Dimov (1926–1987), rumänischer Schriftsteller
- Sergei Awramenko (* 1954), russischer Vizeadmiral
- Galina Tschistjakowa (* 1962), sowjetische, russische und slowakische Leichtathletin
- Olena Howorowa (* 1973), ukrainische Dreispringerin
- Vasily Gherghy (* 1974), moldawischer Leichtathlet
- Svitlana Azarova (* 1976), ukrainisch-niederländische Komponistin
- Anton Anatoljewitsch Saizew (* 1987), russischer Tennisspieler